# 伊藤悟
伊藤 悟（いとう さとる、1953年4月27日 - 、男性）は、日本のマルチアクティヴィスト、放送作家、高等学校教師、予備校講師、ラジオパーソナリティ、著作家。
自称、他称「ワニ（さん）」。

## 来歴
千葉県千葉市椿森生まれ。父はサラリーマン歯科医。千葉県市原郡東国吉村、横須賀市上町、東京都杉並区、江戸川区、川崎市宮内、船橋市を転々として育つ。
1966年、開成中学校入学。1972年、開成高等学校を卒業して東京大学理科I類入学。1973年、再受験して東京大学文科III類に入学。在学中は自治会や演劇集団で活動。
1980年、東京大学教育学部教育学科教育史・教育哲学コース卒業。同年、一橋大学大学院社会学研究科入学。のち大学院を中退し私立高校の非常勤講師になるも、1980年代の高校教育を管理教育であるとして体罰などを批判したため解雇された。

## 人物
- ラサール石井、石坂啓、北村年子などのラジオ番組の構成、出演をした。
- ミニコミ誌 『マッチ』 を発行し、高校生その他が参加した（1981年5月 - 1993年7月）。
- NHKの子供向け人形劇 『ひょっこりひょうたん島』 に熱中し、5年間にわたりノートや録音テープなどに詳細な記録を残し（「ライオン王国シリーズ」終了後の11週目以降、断続的ではあったが台詞をすべてノートに記録。そのほとんどはNHKにも映像の保存がないエピソードばかりであった）、後のリメイク版制作にあたっては資料提供として貢献した。散逸したとされたエピソードの内容が現存しているのは、伊藤の功績によるところが大きい。また、「ひょっこりひょうたん島ファンクラブ」会長もつとめる。
- 自らが男性同性愛者であることをカミングアウトし、セクシュアリティに関する様々な事柄を著書や講演などを通じて広く訴えた。男性同性愛者および女性同性愛者のための「すこたんソーシャルサービス」代表（旧「すこたん企画」主宰）を務め、電話相談・カウンセリング・ワークショップなどを行っている。
- 柏予備校、代々木ゼミナールなどで講師をつとめ、また、英語の大学受験参考書も執筆した。
- 現在『ビッグイシュー日本版』で、テレビ放送についての連載コラム「テレビうらおもて」も執筆している。
- 趣味として、ビルボード上位100曲の完全収集をおこなう。

## 著書

### 単著
- 『開成・東大十四年 「人間」をとりもどす闘いのなかで ある「優等生」の軌跡』 （一光社、1980年
- 『ラップ・イン・ハイスクール』 （晶文社、1987年）
- 『高校生の流行学　ティーンズ・ワールド』 （三一書房・新書、1990年）
- 『ひょっこりひょうたん島熱中ノート』 （実業之日本社、1991年）（復刻版） （メディアパル、2000年）
- 『ひょうたん島大漂流記　1964→1991』（飛鳥新社、1991年）
- 『直前これだけ英文法 穴うめ問題篇』（朝日出版社、1993年）
- 『直前これだけ英文法 長文問題篇』 （朝日出版社、1993年）
- 『先生の耳はロバの耳: バッドティーチャーズ&グッドスチューデンツ』 （時事通信社、1993年）
- 『これだけ英文法』 （朝日出版社、1993年）
- 『男ふたり暮らし ぼくのゲイ・プライド宣言』（太郎次郎社、1993年）
- 『必勝・これだけ英文法 最新入試傾向対策マニュアル』 （朝日出版社、1996年）
- 『同性愛の基礎知識』あゆみ出版、1996年）
- 『同性愛者として生きる すこたん企画奮戦記』明石書店、1998年）
- 『同性愛がわかる本』すこたん企画編（明石書店、2000年）
- 『人間の数だけ生き方がある 学校・教育から「アタリマエ」がすり込まれる おとなもこどもも考える「学校」「世間」「性」』 （三天書房、2000年）
- 『ひょうたん島から明日が見える: ガバチョと未来が変えられる10のヒント』 （文芸社、2003年）
- 『中高一貫校に行かなくても東大に合格する本: 東大卒・開成首席OBが明かした 脱つめこみ勉強のススメ』（廣済堂出版、2005年）
- 『3びきのこぶた式世界一ラクラク英語がわかる本』 （廣済堂出版、2006年）
- 『ヒット曲が世界を変える!』 （雲母書房、2006年）
- 『大人にも読める思春期ガイダンス』 （明石書店、2007年）

### 共編著・監修
- 『東大一直線』編著 （三一書房、1983年）
- 『先生!ビンタはむかつくぜ』編著 （三一書房、1984年）
- 『男と男の恋愛ノート 恋と暮らしと仕事のパートナー・シップ』簗瀬竜太 共著（太郎次郎社、1994年）
- 『思春期を奪われる子どもたち 「学校」ははたして変わっていけるのか?』やなせりゅうた 共編著. あゆみ出版, 1998.2
- 『自分らしく生きる 同性愛とフェミニズム』(かもがわブックレット 落合恵子共著. かもがわ出版, 1998.8
- 『異性愛をめぐる対話』簗瀬竜太 共著（飛鳥新社、1999年）
- 『多様な「性」がわかる本 性同一性障害・ゲイ・レズビアン』虎井まさ衛 共編著. 高文研, 2002.9
- 伊藤悟、大江千束、小川葉子、石川大我、簗瀬竜太、大月純子、新井敏之『同性愛って何？―わかりあうことから共に生きるために』緑風出版、2003年4月。ISBN 978-4846102203。
  - 伊藤悟、三宅大二郎、大江千束、小川葉子、石川大我、簗瀬竜太、大月純子、新井敏之『新 同性愛って何？―わかりあうことから共に生きるために』緑風出版、2017年3月。ISBN 978-4846117030。
- 『人形劇ガイド　ひょっこりひょうたん島2003』監修（日本放送出版協会、2003年）
- 『10代からのセイファーセックス入門 子も親も先生もこれだけは知っておこう』(プロブレムQ&A) 堀口貞夫, 堀口雅子, 簗瀬竜太,大江千束, 小川葉子共著. 緑風出版, 2005.7

### 翻訳
- ジェシー・グリーン『男だけの育児』飛鳥新社、2001年）
- ヒラリー・ラプスリー『マーガレット・ミードとルース・ベネディクト』明石書店、2002年）